# Haquinus Olai
Haquinus Olai, död 30 februari 1596 i Stockholm, var en svensk präst.

## Biografi
Haquinus Olai blev omkring 1590 kyrkoherde i Norrmalms församling i Stockholm och deltog i Uppsala möte 1593. Han avled 30 februari 1596 och begravdes på aposteln Mattias dag.

### referenser
1. 1 2 3 4 5  Gunnar Hellström, Stockholms stads herdaminne från reformationen intill tillkomsten av Stockholms stift : Biografisk matrikel, 1951, s. 308, läs online, läst: 22 juni 2022.[källa från Wikidata]
2. ↑  Hellström, Gunnar (1951). Stockholms stads herdaminne från reformationen intill tillkomsten av Stockholms stift: biografisk matrikel. Monografier / utgivna av Stockholms kommunalförvaltning ; [11]. Stockholm: Stockholms kommunförvaltning. sid. 308. Libris 24465. https://runeberg.org/sthlmherd/0309.html